# Rhinobatos cemiculus
Rhinobatos cemiculus är en rockeart som beskrevs av Geoffroy Saint-Hilaire 1817. Rhinobatos cemiculus ingår i släktet gitarrfiskar, och familjen Rhinobatidae. IUCN kategoriserar arten globalt som starkt hotad. Inga underarter finns listade i Catalogue of Life.